# Samsung Galaxy J4
Samsung Galaxy J4 – smartfon przedsiębiorstwa telekomunikacyjnego Samsung Electronics z serii Galaxy J. Telefon został ogłoszony 21 maja 2018 roku.

## Specyfikacja techniczna[2]

### Wyświetlacz i kamera
Telefon ma wyświetlacz Super AMOLED HD (1280 x 720 px) 5,5-calowy. Samsung Galaxy J4 ma aparat główny o rozdzielczości 13 MP z przysłoną f/1.9. Z przodu telefonu umieszczony jest przedni aparat o rozdzielczości 5 MP z przysłoną f/2.2. Tylne kamery mogą nagrywać wideo do 1080p przy 30 fps.

### Pamięć
Telefon jest wyposażony w 2 GB lub 3 GB pamięci RAM (zależnie od wersji) oraz 16 GB lub 32 GB pamięci wewnętrznej, którą można rozszerzyć za pomocą karty microSD o pojemności do 256 GB.

### Bateria
J4 ma baterię litowo-polimerową z pojemnością 3000 mAh.

### Oprogramowanie
Galaxy J4 jest wyposażony w system Android 8.0 "Oreo" i Samsung Experience 9.0 z możliwością aktualizacji do Androida 10 i One UI 2.0.

### Procesor
Samsung Exynos 7570 z zegarem procesora 1,4 GHz. Jest on w 14nm procesie litograficznym. Procesor ma 4 rdzenie oraz układ graficzny Mali-T720

### Inne informacje
Można umieścić w nim dwie karty SIM, w ramach „dual SIM”.